# ガスの科学館
ガスの科学館（ガスのかがくかん）は、東京都江東区豊洲六丁目に所在するガスの役割や特長を紹介する体験・参加型の科学館である。東京ガスによる運営で、愛称は「ガスって何？」をもじった「がすてなーに」。使用電力を抑えるために燃料電池を使用し、総電力量の約半分を燃料電池でまかなっている。看板ロゴは全て平仮名で表記されており、「す」に？、「に」に！が見え隠れしている。

## 沿革
- 1986年3月17日 東京ガス株式会社が創立100周年を記念して、豊洲工場敷地内の江東区豊洲六丁目3番16号に旧「ガスの科学館」設立
- 2006年1月 累計来館者200万人を突破
- 2006年3月24日 東京都による豊洲土地区画整理事業に基づき、旧「ガスの科学館」閉館
- 2006年6月2日 江東区豊洲六丁目1番1号に場所を移し、新たに「がすてなーに ガスの科学館」として開館
- 2006年11月9日 来館者10万人達成（対象：葛飾区立東金町小学校 4年生）
- 2007年4月24日 来館者20万人達成（対象：キンダーナーサリー大泉学園 園児）
- 2007年8月29日 来館者30万人達成（対象：江戸川区 わかあゆ子ども会）
- 2007年12月19日 来館者40万人達成（対象：足立区立鹿浜小学校 4年生）
- 2008年5月20日 来館者50万人達成（対象：江戸川区立東小岩小学校 4年生）
- 2008年9月19日 来館者60万人達成（対象：江東区立数矢小学校 3年生）
- 2009年2月13日 来館者70万人達成（対象：葛飾区立中青戸小学校 4年生）

## 施設概要
館内は7つのゾーンで構成されている。
- 1.発見する
  - ようこそポカの家へ（2階）
  - 探険!ワンダータウン（2階）
- 2.理解する
  - プカのひみつ（1階）
- 3.体験する
  - エナジースタジオ（1階）
  - ピカッとラボ（1階）
- 4.学習する
  - クイズホール（1階・2階）
    - マスコットキャラクターがガスやエネルギーに関するクイズを出題。各座席に設置された4択早押しボタンで答える。最後には正解率と回答時間によるランキングが発表される。所要時間約30分、定員約200名。
- 5.実感する
  - 炎のふしぎギャラリー（1階）
- 6.触れ合う
  - キッチンキッチン（2階）
  - わくわくルーム（2階）
    - 土曜日・日曜日・祝日に科学やエネルギーをテーマとしたワークショップが開催される。
- 7.楽しむ
  - 屋上ひろば（屋上）

## マスコットキャラクター
- プカ：ガスと炎をイメージしたキャラクター。色は水色。
- ポカ：ガスが生み出す熱をイメージしたキャラクター。色はオレンジ色。
- ピカ：ガスが生み出す電気をイメージしたキャラクター。色は黄色。

## 旧館と新館
旧館（旧「ガスの科学館」）は小学校などの団体が予約して訪れる施設であったが、新館（「がすてなーに ガスの科学館」）は個人や家族連れでも予約なしで入館できる。
旧館を含む東京ガス豊洲工場跡地は東京都中央卸売市場豊洲市場として整備され、旧館のあった場所には同市場の水産仲卸売場棟が建設されている。

## 利用案内
- 所在地：東京都江東区豊洲六丁目1番1号
- 開館時間：10:30～17:00
- 休館日：月曜日（祝日の場合は翌日）、年末年始、設備点検日
- 入館料：無料(0円)
- 団体での利用は要予約
- 駐車場：大型バス専用駐車場10台(無料·要予約)、障害者用優先駐車場/一般駐車場約40台/利用時間：10:30～17:00　(入場は16:30まで)※当館見学中以外の駐車は原則禁止(当駐車場を利用して他の施設等など利用も含む)

## 交通アクセス
- 東京メトロ有楽町線：豊洲駅 徒歩6分
- 新交通ゆりかもめ：豊洲駅 徒歩6分、新豊洲駅 徒歩7分